# Australische Straßen-Radmeisterschaften 2012
Die Australischen Straßen-Radmeisterschaften 2012 (offiziell: 2012 Mars Cycling Australia Road National Championships) fanden vom 5. bis zum 10. Januar in Ballarat statt. Ausgetragen wurden jeweils die Kriteriumsrennen, Einzelzeitfahren und Straßenrennen der Frauen, Männer und der Klasse U-23. Die Kriterien für alle Teilnehmer standen am 5. Januar auf dem Programm, bevor ein Ruhetag folgte. Am 7. Januar fanden die Straßenrennen der Klasse U-23 und der Frauen statt, das Straßenrennen der Männer wurde einen Tag später ausgefahren. Die Meisterschaften endeten am 10. Januar mit den Zeitfahren aller Klassen. Die jeweiligen Meister erhielten das Recht, bis zu den nächsten Meisterschaften in Rennen in ihrer jeweiligen Disziplin ein Trikot in den australischen Landesfarben zu tragen.

## Kriteriumsrennen
Bei den Kriteriumsrennen wurden Zwischensprints ausgefahren und eine eigene Zwischensprintwertung für jede Rennklasse geführt.

### U-23 Männer
| Platz | Athlet          | Zeit         |
| ----- | --------------- | ------------ |
| 1     | Scott Law       | 45:55 min    |
| 2     | Jay McCarthy    | gleiche Zeit |
| 3     | Ben Grenda      | gleiche Zeit |
| 4     | Benjamin Hill   | gleiche Zeit |
| 5     | Jackson Law     | gleiche Zeit |
| 6     | Aaron Donnelly  | gleiche Zeit |
| 7     | Damien Howson   | gleiche Zeit |
| 8     | Jordan Kerby    | gleiche Zeit |
| 9     | Brenton Jones   | gleiche Zeit |
| 10    | Mitchell Codner | gleiche Zeit |

Länge: 30 Runden à 1,1 km (insgesamt 33 km)

Preisgeld gesamt: 2400 $

Start: Donnerstag, 5. Januar, 17:00 Uhr

Strecke: Ballarat, Sturt Street

Durchschnittsgeschwindigkeit des Siegers: 43,12 km/h
Es kamen 49 von 71 Athleten ins Ziel.

### Frauen Elite und U-23
| Platz | Athletin                        | Zeit       |
| ----- | ------------------------------- | ---------- |
| 1     | Alexis Rhodes                   | 49:32 min  |
| 2     | Melissa Hoskins (Siegerin U-23) | + 0:07 min |
| 3     | Annette Edmondson (Silber U-23) | + 0:07 min |
| 4     | Belinda Goss                    | + 0:07 min |
| 5     | Peta Mullens                    | + 0:07 min |
| 6     | Lauren Kitchen (Bronze U-23)    | + 0:07 min |
| 7     | Kirsty Broun                    | + 0:07 min |
| 8     | Gracie Elvin                    | + 0:07 min |
| 9     | Rebecca Werner                  | + 0:07 min |
| 10    | Joanne Hogan                    | + 0:07 min |

Länge: 30 Runden à 1,1 km (insgesamt 33 km)

Preisgeld gesamt: 3425 $

Start: Donnerstag, 5. Januar, 18:15 Uhr

Strecke: Ballarat, Sturt Street

Durchschnittsgeschwindigkeit der Siegerin: 39,97 km/h
Es kamen 24 von 39 Athletinnen ins Ziel.

### Männer Elite
Beim Kriterium der Männer Elite standen unter anderem Baden Cooke, Robbie McEwen und Mark Renshaw am Start.
| Platz | Athlet             | Zeit         |
| ----- | ------------------ | ------------ |
| 1     | Anthony Giacoppo   | 1:00:26 h    |
| 2     | Mark Renshaw       | gleiche Zeit |
| 3     | Steele Von Hoff    | gleiche Zeit |
| 4     | Bernard Sulzberger | gleiche Zeit |
| 5     | Malcolm Rudolph    | gleiche Zeit |
| 6     | Baden Cooke        | gleiche Zeit |
| 7     | Shannon Johnson    | gleiche Zeit |
| 8     | Dean Windsor       | gleiche Zeit |
| 9     | Rico Rogers        | gleiche Zeit |
| 10    | Zakkari Dempster   | gleiche Zeit |

Länge: 40 Runden à 1,1 km (insgesamt 44 km)

Preisgeld gesamt: 4000 $

Start: Donnerstag, 5. Januar, 19:30 Uhr

Strecke: Ballarat, Sturt Street

Durchschnittsgeschwindigkeit des Siegers: 43,68 km/h
Es kamen 46 von 60 Athleten ins Ziel.

## Straßenrennen
Die Straßenrennen wurden auf einer 10,2 Kilometer langen Runde in Buninyong ausgetragen. Jede Runde beinhaltete einen Anstieg (3 km lang/593 Höhenmeter) sowie einen flachen Teil und eine Abfahrt. Bei jeder Passage des Anstiegs wurden für die ersten drei Fahrer Punkte vergeben. Der Fahrer oder die Fahrerin mit den meisten Punkten nach Rennende wurde Berpreissieger/Bergpreissiegerin und erhielt ein weiß-rotes Trikot. Auf jeder Runde wurde auch ein Zwischensprint ausgefahren, der Fahrer/die Fahrerin mit den meisten Gesamtpunkten konnte nach Rennende den Gewinn dieser Sonderwertung verbuchen.

### U-23 Männer
| Platz | Athlet        | Zeit       |
| ----- | ------------- | ---------- |
| 1     | Rohan Dennis  | 3:04:41 h  |
| 2     | Eric Sheppard | + 0:02 min |
| 3     | Calvin Watson | + 1:03 min |
| 4     | Jay McCarthy  | + 1:03 min |
| 5     | Ben Grenda    | + 1:12 min |
| 6     | Blake Hose    | + 1:12 min |
| 7     | Stephen Hall  | + 1:12 min |
| 8     | Sam Davis     | + 1:12 min |
| 9     | Luke Fetch    | + 1:12 min |
| 10    | Stuart Smith  | + 1:12 min |

|    | Athlet             | Punkte |
| -- | ------------------ | ------ |
| 1. | Simon Rhys Gillett | 15     |
| 2. | Brian McLeod       | 13     |
| 3. | Timothy Cameron    | 7      |

|    | Athlet             | Punkte |
| -- | ------------------ | ------ |
| 1. | Brian McLeod       | 18     |
| 2. | Simon Rhys Gillett | 17     |
| 3. | Rohan Dennis       | 8      |

Länge: 122,4 km

Preisgeld gesamt: 2725 $

Start: Samstag, 7. Januar, 9:30 Uhr

Strecke: Buninyong

Durchschnittsgeschwindigkeit des Siegers: 39,77 km/h
Es kamen 46 von 109 Athleten ins Ziel.

### Frauen Elite und U-23
| Platz | Athletin         | Zeit       |
| ----- | ---------------- | ---------- |
| 1     | Amanda Spratt    | 2:55:22 h  |
| 2     | Tiffany Cromwell | + 0:45 min |
| 3     | Rachel Neylan    | + 0:45 min |
| 4     | Alexis Rhodes    | + 0:45 min |
| 5     | Gracie Elvin     | + 1:30 min |
| 6     | Carla Ryan       | + 1:30 min |
| 7     | Shara Gillow     | + 1:30 min |
| 8     | Joanne Hogan     | + 1:30 min |
| 9     | Grace Sulzberger | + 1:30 min |
| 10    | Taryn Heather    | + 1:30 min |

|    | Athletin          | Punkte |
| -- | ----------------- | ------ |
| 1. | Jessie MacLean    | 13     |
| 2. | Amanda Spratt     | 6      |
| 3. | Miranda Griffiths | 5      |

|    | Athletin          | Punkte |
| -- | ----------------- | ------ |
| 1. | Carlee Taylor     | 10     |
| 2. | Cait Fraser Jones | 9      |
| 3. | Katrin Garfoot    | 5      |

Länge: 102 km

Preisgeld gesamt: 3775 $

Start: Samstag, 7. Januar, 13:30 Uhr

Strecke: Buninyong

Durchschnittsgeschwindigkeit der Siegerin: 34,9 km/h
Es kamen 38 von 78 Athletinnen ins Ziel.

### Männer Elite
| Platz | Athlet             | Zeit       |
| ----- | ------------------ | ---------- |
| 1     | Simon Gerrans      | 4:07:38 h  |
| 2     | Matthew Lloyd      | + 0:02 min |
| 3     | Richie Porte       | + 0:02 min |
| 4     | Adam Hansen        | + 1:05 min |
| 5     | William Clarke     | + 1:09 min |
| 6     | Steele Von Hoff    | + 1:11 min |
| 7     | Christopher Sutton | + 1:09 min |
| 8     | Baden Cooke        | + 1:09 min |
| 9     | Anthony Giacoppo   | + 1:09 min |
| 10    | Bernard Sulzberger | + 1:09 min |

|    | Athlet         | Punkte |
| -- | -------------- | ------ |
| 1. | William Clarke | 25     |
| 2. | Mathew Hayman  | 22     |
| 3. | Michael Rogers | 21     |

|    | Athlet         | Punkte |
| -- | -------------- | ------ |
| 1. | Simon Gerrans  | 5      |
| 2. | Matthew Lloyd  | 5      |
| 3. | William Clarke | 4      |

Länge: 163,2 km

Preisgeld gesamt: 4775 $

Start: Sonntag, 8. Januar, 12:15 Uhr

Strecke: Buninyong

Durchschnittsgeschwindigkeit des Siegers: 39,54 km/h
Es kamen 21 von 140 Athleten ins Ziel.

## Zeitfahren

### U-23 Männer
| Platz | Athlet                | Zeit         |
| ----- | --------------------- | ------------ |
| 1     | Rohan Dennis          | 33:42,70 min |
| 2     | Damien Howson         | + 0:15 min   |
| 3     | Campbell Flakemore    | + 0:41 min   |
| 4     | Jay McCarthy          | + 0:44 min   |
| 5     | Nick Aitken           | + 1:23 min   |
| 6     | Luke Davison          | + 1:28 min   |
| 7     | Calvin Watson         | + 1:34 min   |
| 8     | Aaron Donnelly        | + 1:38 min   |
| 9     | Mitchell Lovelock-Fay | + 1:40 min   |
| 10    | Lachlan Morton        | + 1:55 min   |

Länge: 27,1 km

Preisgeld gesamt: 1850 $

Start: Dienstag, 10. Januar, 10:00 Uhr

Strecke: Learmonth

Durchschnittsgeschwindigkeit des Siegers: 48,25 km/h
Es kamen 47 von 47 Athleten ins Ziel.

### Frauen Elite und U-23
| Platz | Athletin                      | Zeit         |
| ----- | ----------------------------- | ------------ |
| 1     | Shara Gillow                  | 37:04,35 min |
| 2     | Taryn Heather                 | + 1:13 min   |
| 3     | Bridie O’Donnell              | + 1:14 min   |
| 4     | Amanda Spratt                 | + 1:29 min   |
| 5     | Alexis Rhodes                 | + 1:38 min   |
| 6     | Grace Sulzberger              | + 2:25 min   |
| 7     | Rachel Neylan                 | + 2:30 min   |
| 8     | Rebecca Wiasak                | + 2:38 min   |
| 9     | Sinead Noonan (Siegerin U-23) | + 2:50 min   |
| 10    | Lauren Kitchen (Silber U-23)  | + 3:12 min   |

Länge: 27,1 km

Preisgeld gesamt: 2875 $

Start: Dienstag, 10. Januar, 12:00 Uhr

Strecke: Learmonth

Durchschnittsgeschwindigkeit der Siegerin: 43,87 km/h
Es kamen 27 von 27 Athletinnen ins Ziel.

### Männer Elite
| Platz | Athlet          | Zeit         |
| ----- | --------------- | ------------ |
| 1     | Luke Durbridge  | 46:20,44 min |
| 2     | Cameron Meyer   | + 0:07 min   |
| 3     | Michael Rogers  | + 0:16 min   |
| 4     | Michael Hepburn | + 1:10 min   |
| 5     | Richie Porte    | + 1:19 min   |
| 6     | Cameron Wurf    | + 1:19 min   |
| 7     | Travis Meyer    | + 2:22 min   |
| 8     | William Clarke  | + 2:23 min   |
| 9     | Luke Roberts    | + 2:29 min   |
| 10    | Jack Anderson   | + 3:12 min   |

Länge: 38,2 km

Preisgeld gesamt: 3325 $

Start: Dienstag, 10. Januar, 14:00 Uhr

Strecke: Learmonth

Durchschnittsgeschwindigkeit des Siegers: 49,47 km/h
Es kamen 39 von 40 Athleten ins Ziel.